# 小行星8899
小行星8899（英語：8899）是一颗围绕太阳公转的小行星。1995年9月22日，罗伯特·H·麦克诺特在赛丁泉山发现了此天体。
这颗小行星的绝对星等为293.42175等。